# Gornji Dobrić
Gornji Dobrić (srp. Горњи Добрић) je naselje na zapadu središnje Srbije. Administrativno pripada općini Loznica u Mačvanskome okrugu.

## Stanovništvo
Prema popisu iz 2002. godine, u Gornjem Dobriću živi 728 stanovnika od kojih je 599 punoljetno. Prema popisu iz 1991., u Gornjem Dobriću je živjelo 786 stanovnika. Prosječna starost stanovništa iznosi 41,8 godina (41,1 kod muškaraca i 42,5 kod žena). U naselju ima 230 domaćinstava, a prosječan broj članova domaćinstva je 3,17.
Prema popisu iz 2002. godine, Gornji Dobrić gotovo u potpunosti naseljavaju Srbi.
| broj stanovnika | 1004  | 1044  | 952   | 896   | 884   | 786   | 728   |
|                 | 1948. | 1953. | 1961. | 1971. | 1981. | 1991. | 2002. |